# Pancho Barnes

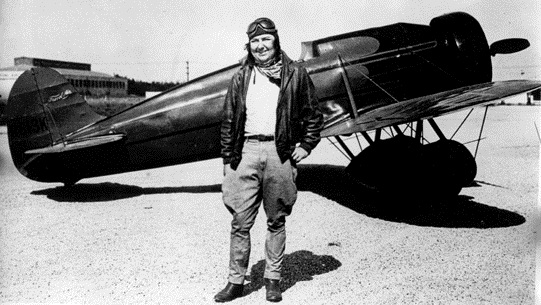
Pancho Barnes

Florence „Pancho“ Barnes, geborene Florence Leontine Lowe, (* 29. Juli 1901 in San Mario, Kalifornien; † 25. März 1975 in Boron, Kalifornien) war die erste US-amerikanische Stuntpilotin.
Sie war Mitglied der Ninety Nines („Club der Neunundneunzig“) und nahm 1929 am Women’s Air Derby, später Puderquastenrennen genannt, teil. 1930 brach Pancho Barnes Amelia Earharts Geschwindigkeitsrekord und trat in Howard Hughes Film Hell’s Angels auf.